# Кэрэмучины
Кэрэмучины, керемучины (бур. Хэрмэшин, монг. Хэрэмчин) — старинное бурят-монгольское племя. Упоминаются в числе родов страны Баргуджин-Токум. В настоящее время один из эхиритских родов.

## Этноним
Этноним кэрэмучины с бурятского языка переводится как «белковщики». Данное мнение было поддержано Г. Д. Санжеевым и И. Н. Березиным. Согласно Г. В. Ксенофонтову, этноним кэрэмучин происходит от слова «хэрмэн» и означает «ловец белок». По аналогии с булагат — булагачин (буквально — «соболевщики») кэрэмучин — охотничье прозвание эхиритов. По монгольски белка — хэрмэн, данное слово весьма созвучно с «э-хэрит», а отсюда один шаг до «хэрмэчин» или «кэрэмучин».
В составе эхиритов значится род хэрмэ (хэрмэшин, кырма), который, по мнению Б. З. Нанзатова, имеет очевидное отношение к средневековым кэрэмучинам. Соглашаясь с тем, что термин кэрэмучин созвучен бурятскому хэрмэ — белка, он выдвинул собственную гипотезу его происхождения. Согласно Б. З. Нанзатову, термин кырма, одна из форм этнонима хэрмэ, может иметь тюркское происхождение от «qirmaei» со значением «столяр». Данный род мог возникнуть из общности, представлявшей группу населения, занимавшейся определенной ремесленной деятельностью в эпоху «трех станов» (курыкан).
Также возможна связь этнонима с монгольским термином «хэрмэ/хэрэм» — «город, крепость». В таком случае «хэрмэшин» — «житель города/крепости».

## История
Кэрэмучины впервые упоминаются в «Сборнике летописей» как одно из племен страны Баргуджин-Токум. Кэрэмучины у Рашид ад-Дина неразлучны с булагачинами и пишутся всегда рядом. Кроме них среди племен Баргуджин-Токума упоминаются баргуты, хори, туматы, ойраты, хойин-урянка (лесные урянкаты), а также ветвь баргутов, племя тулас и баяты (байлуки). Каждое племя имело своего начальника и предводителя. Племена Баргуджин-Токума в начале XIII века вошли в состав империи Чингисхана.
У Рашид ад-Дина имеется описание земель Баргуджин-Токума. В «Сборнике летописей» написано, что холод в монгольских землях «бывает чрезмерным, а в особенности в той ее части, которую называют Баргуджин-Токум». «Так как в этих пределах случаются частые грозы, которые для жителей являются огромным бедствием, то последние это происшествие ставят в связь с каким-нибудь дурным явлением. Они также рассказывают, что по всяким поводам им являются джины и разговаривают [с ними]. В том владении ... безмерное количество шаманов [кам], — общеизвестно, что джины с ними разговаривают, — в частности, в той области, которая близка к границе отдаленнейшей обитаемости. Эту область называют Баргу, а также называют Баргуджин-Токум. Там шаманов больше всего».
Как уже было отмечено выше, этнонимы булагачин и кэрэмучин у Рашид ад-Дина неразлучны. В свою очередь, имена эхирит и булагат неразлучны в устных преданиях бурят. В народных легендах родоначальники этих родов представляются братьями-близнецами. Г. В. Ксенофонтов писал, что можно считать бесспорно установленным, что под этими двумя племенами подразумевались именно предки современных эхирит-булагатов, составляющих и теперь большинство коренного населения Приангарья.
Часть кэрэмучинов вместе с другими монгольским племенами переселилась в Среднюю Азию и вошла в состав киргизов. Известно, что в составе киргизских племен XVIII в. фигурировали керемучины. Согласно К. И. Петрову, ядро группы ичкилик тянь-шаньских киргизов составили булагачины и кэрэмучины.

## Современность
В настоящее время представители эхиритского рода хэрмэ (хэрмэшин) проживают на территории сельского поселения Кырма в Усть-Ордынском Бурятском округе. Также проживают в других районах Иркутской области и Бурятии. Род хэрмэ (хэрмэшин) представляет собой одно из подразделений эхиритского рода хэнгэлдэр в составе верхоленских бурят.
На территории Монголии зарегистрированы носители следующих родовых фамилий: Хэрэмчин в аймаке Хувсгел; Хэрэмч в аймаке Хувсгел и Улан-Баторе; Хэрэм в Улан-Баторе и аймаках: Умнеговь, Хэнтий. Во Внутренней Монголии проживают представители рода хэрэмучин.
В составе сарт-калмыков имеется род керем.